# Triumph Mayflower
La Triumph Mayflower est une petite automobile produite par la Triumph Motor Company de 1949 à 1953.
Elle est la première petite voiture produite par Triumph alors en mains de la Standard Motor Company. Ce modèle est animé par un moteur quatre cylindres à soupapes latérales, de 1247 centimètres cubes, conçu avant guerre et modernisé par une culasse en aluminium et un carburateur Solex. Le moteur développe une puissance de 28 kW à 4200 tours par minute. La boîte de vitesses à trois rapports synchronisés avec sélecteur au volant est héritée de la Standard Vanguard. Elle est munie à l'avant d'une suspension indépendante sur ressorts hélicoïdaux et à l'arrière d'un axe monté sur des ressorts à lames, hérité également de la Vanguard. La suspension avant sera reprise ensuite par la Triumph TR2. Des freins hydrauliques Lockheed équipent la Mayflower.
Le véhicule testé par la revue britannique The Motor en 1950 atteignit la vitesse maximum de 102 km/h et était capable d'une accélération de 0 à 80 km/h en 26,6 secondes. La consommation enregistrée pendant cet essai fut de 9,98 l/100 km. Le prix du modèle essayé était alors de 505 £ taxes comprises. La même année, une voiture un peu moins bien équipée la Morris Minor MM était offerte à 382 £.
La Mayflower était munie d'une calandre comparable à celle de sa grande sœur, la Triumph Renown et imitant celle de véhicules haut de gamme comme Bentley et Rolls-Royce. Ses concepteurs ayant le secret espoir que cette particularité serait particulièrement appréciée par le marché américain. La carrosserie monobloc est en plaques d'acier assemblées chez Fisher and Ludlow à Castle Bromwich, selon le design de Leslie Moore de chez H. J. Mulliner & Co. à Birmingham et la collaboration de Walter Belgrove de chez Triumph.
En 1950, Triumph produisit, en plus des berlines, 10 coupés de la Mayflower.
Le style voulu par le directeur de la Standard Motor Co, John Black, fut controversé et polarisa les opinions. Bien qu'il eût nombre d'admirateurs, d'autres partageaient par contre l'opinion du chroniqueur de Top Gear, James May, qui la décrivit comme l'une des automobiles les plus laides de tous les temps dans l'un de ses articles.
La Mayflower fut une tentative de créer une petite voiture avec une image haut de gamme, mais elle manqua totalement les objectifs de vente fixés et ne fut produite qu'à 34 990 exemplaires,.